# Intelligence – A jövő ügynöke
Az Intelligence - A jövő ügynöke (eredeti cím: Intelligence) 2014-ben bemutatott amerikai televíziós sorozat. A műsor alkotója Michael Seitzman, a történet pedig egy kiberzsaruról szól, akinek speciális chipet ültettek a fejébe. A főszereplők közt megtalálható Josh Holloway, Meghan Ory, Michael Rady, John Billingsley és P. J. Byrne.
A sorozatot az Amerikai Egyesült Államokban a CBS adta le 2014. január 7. és 2014. március 31. között, Magyarországon a Universal Channel mutatta be 2014. október 9-én.

## Cselekmény
A történet főszereplője Gabriel Vaughn, egy csúcstechnikával felszerelt ügynök, akinek agyába egy speciális chipet ültettek. Ennek a chipnek a segítségével a CyberCom nevű szervezetnek segít különböző vészhelyzetek megoldásában.

## Szereplők
| Szereplő               | Színész           | Magyar hang       |
| ---------------------- | ----------------- | ----------------- |
| Gabriel Vaughn         | Josh Holloway     | Dányi Krisztián   |
| Riley Neal             | Meghan Ory        | Sipos Eszter Anna |
| Dr. Shenendoah Cassidy | John Billingsley  | Szersén Gyula     |
| Nelson Cassidy         | P. J. Byrne       | Elek Ferenc       |
| Lillian Strand         | Marg Helgenberger | Szórádi Erika     |

## Epizódok
| Sor. | Év. | Cím                                                      | Rendező          | Író                | Premier                              | Nézettség    | Gyártási szám |
| ---- | --- | -------------------------------------------------------- | ---------------- | ------------------ | ------------------------------------ | ------------ | ------------- |
| 1.   | 1.  | A szervezet (Pilot)                                      | David Semel      | Michael Seitzman   | 2014. január 7. 2014. október 9.     | 16,49 millió | 101           |
| 2.   | 2.  | Célpont (Red X)                                          | Aaron Lipstadt   | Aaron Ginsburg     | 2014. január 13. 2014. október 9.    | 6,20 millió  | 102           |
| 3.   | 3.  | Mei Chen visszatér (Mei Chen Returns)                    | Stephen Williams | Shintaro Shimosawa | 2014. január 20. 2014. október 16.   | 5,77 millió  | 103           |
| 4.   | 4.  | A titkosszolgálat titkai (Secrets of the Secret Service) | Rob Bailey       | Matthew Lau        | 2014. január 27. 2014. október 16.   | 6,84 millió  | 104           |
| 5.   | 5.  | Menekülés (The Rescue)                                   | Alrick Riley     | Barry O'Brien      | 2014. február 3. 2014. október 23.   | 7,55 millió  | 105           |
| 6.   | 6.  | A hordozó (Patient Zero)                                 | Adam Davidson    | Michael Seitzman   | 2014. február 10. 2014. október 23.  | 7,12 millió  | 106           |
| 7.   | 7.  | A méret a lényeg (Size Matters)                          | Alrick Riley     | Shintaro Shimosawa | 2014. február 17. 2014. október 30.  | 5,85 millió  | 107           |
| 8.   | 8.  | Delta Force (Delta Force)                                | David Von Ancken | Aaron Ginsburg     | 2014. február 24. 2014. október 30.  | 5,41 millió  | 108           |
| 9.   | 9.  | Athén (Athens)                                           | Bill Eagles      | Matthew Lau        | 2014. március 3. 2014. november 6.   | 5,35 millió  | 109           |
| 10.  | 10. | Cain és Gabriel (Cain and Gabriel)                       | Ken Biller       | Pamela Davis       | 2014. március 10. 2014. november 6.  | 6,62 millió  | 110           |
| 11.  | 11. | A hacker (The Grey Hat)                                  | Tim Hunter       | Heidi Cole McAdams | 2014. március 17. 2014. november 13. | 5,30 millió  | 111           |
| 12.  | 12. | Az eseményhorizont (The Event Horizon)                   | Russell Lee Fine | Barry Schinde      | 2014. március 24. 2014. november 13. | 4,99 millió  | 112           |
| 13.  | 13. | Embernek lenni (Being Human)                             | Stephen Williams | Michael Seitzman   | 2014. március 31. 2014. november 20. | 5,55 millió  | 113           |